# Шатовје (Лоар и Шер)
Шатовје (фр. Châteauvieux) насеље је и општина у централној Француској у региону Центар (регион), у департману Лоар и Шер која припада префектури Romorantin.
По подацима из 2011. године у општини је живело 552 становника, а густина насељености је износила 16,49 становника/km². Општина се простире на површини од 33,48 km². Налази се на средњој надморској висини од 90 метара (максималној 160 m, а минималној 79 m).

## Демографија
| 1962. | 1968. | 1975. | 1982. | 1990. | 1999. | 2011. |
| ----- | ----- | ----- | ----- | ----- | ----- | ----- |
| 707   | 727   | 629   | 660   | 584   | 575   | 552   |

График промене броја становника у току последњих година